# Organisatie van de Overeenkomst voor Amazonische Samenwerking
De Organisatie van de Overeenkomst voor Amazonische Samenwerking (OOAS; ACTO) is een internationale organisatie met als doel het behoud van het natuurlijke erfgoed van het Amazonebekken door het toepassen van duurzame ontwikkeling. De lidstaten zijn Bolivia, Brazilië, Colombia, Ecuador, Guyana, Peru, Suriname en Venezuela.

## Geschiedenis
Op 3 juli 1978 werd de Amazon Cooperation Treaty ondertekend. De doelstellingen van dit verdrag zijn het behoud van het milieu en het rationeel gebruik van de natuurlijke hulpbronnen van de Amazone. In 1995 besloten de acht landen om de OOAS op te richten om de doelstellingen van het verdrag ten uitvoer te brengen. De oprichtingsakte werd op 14 december 1998 ondertekend in Caracas, de hoofdstad van Venezuela. In december 2002 werd het permanente secretariaat opgericht in Brasilia, de hoofdstad van Brazilië.